# Norm Coleman
Norm Coleman (New York, 1949. augusztus 17. –) az Amerikai Egyesült Államok szenátora (Minnesota, 2003–2009).